# Branching Out
Branching Out — студійний альбом американського джазового корнетиста Нета Еддерлі, випущений у 1958 році лейблом Riverside.

## Опис
Дебютний альбом корнетиста Нета Еддерлі на лейблі Riverside був записаний за рік до того, як він на деякий час знову приєднався до квінтету свого брата Кеннонболла Еддерлі. На цій сесії він грає з тенор-саксофоністом Джонні Гріффіном та гуртом the Three Sounds (популярньою солу-джазовою ритм-секцією, до якої входили піаніст Джин Гарріс, басист Енді Сімпкінс та ударник Білл Дауді), Нет знаходиться у гарній формі, особливо на таких композиціях як «Well You Needn't», «Don't Get Around Much Anymore» і «I Never Knew»; також він грає дві власні маловідомі композиції. Еддерлі та Гріффін непогано грають разом.
Альбом вийшов у 1958 році у серії «Riverside Contemporary Series».

## Список композицій
1. «Sister Caroline» (Нет Еддерлі) — 5:42
2. «Well, You Needn't» (Телоніус Монк) — 8:16
3. «Dont' Get Around Much Anymore» (Боб Расселл, Дюк Еллінгтон) — 4:29
4. «I've Got Plenty Of Nothin'» (Джордж Гершвін, Айра Гершвін, ДюБоз Гейворд) — 4:56
5. «Branching Out» (Гарольд Мейберн) — 6:44
6. «I Never Knew» (Реймонд Б. Іган, Рой Марш, Томас Піттс) — 4:36
7. «Warm Blue Stream» (Сара Кессі, Дотті Вейн) — 4:21

## Учасники запису
- Нет Еддерлі — корнет
- Джонні Гріффін — тенор-саксофон
- Джин Гарріс — фортепіано
- Енді Сімпкінс — контрабас
- Білл Дауді — ударні

Технічний персонал
- Оррін Кіпньюз — продюсер
- Мел Сокольскі — фотографія [обкладинка]